# Njoro
Njoro – miasto w Kenii, w hrabstwie Nakuru. Liczy 42,2 tys. mieszkańców. 